# Musée mémorial Siebold

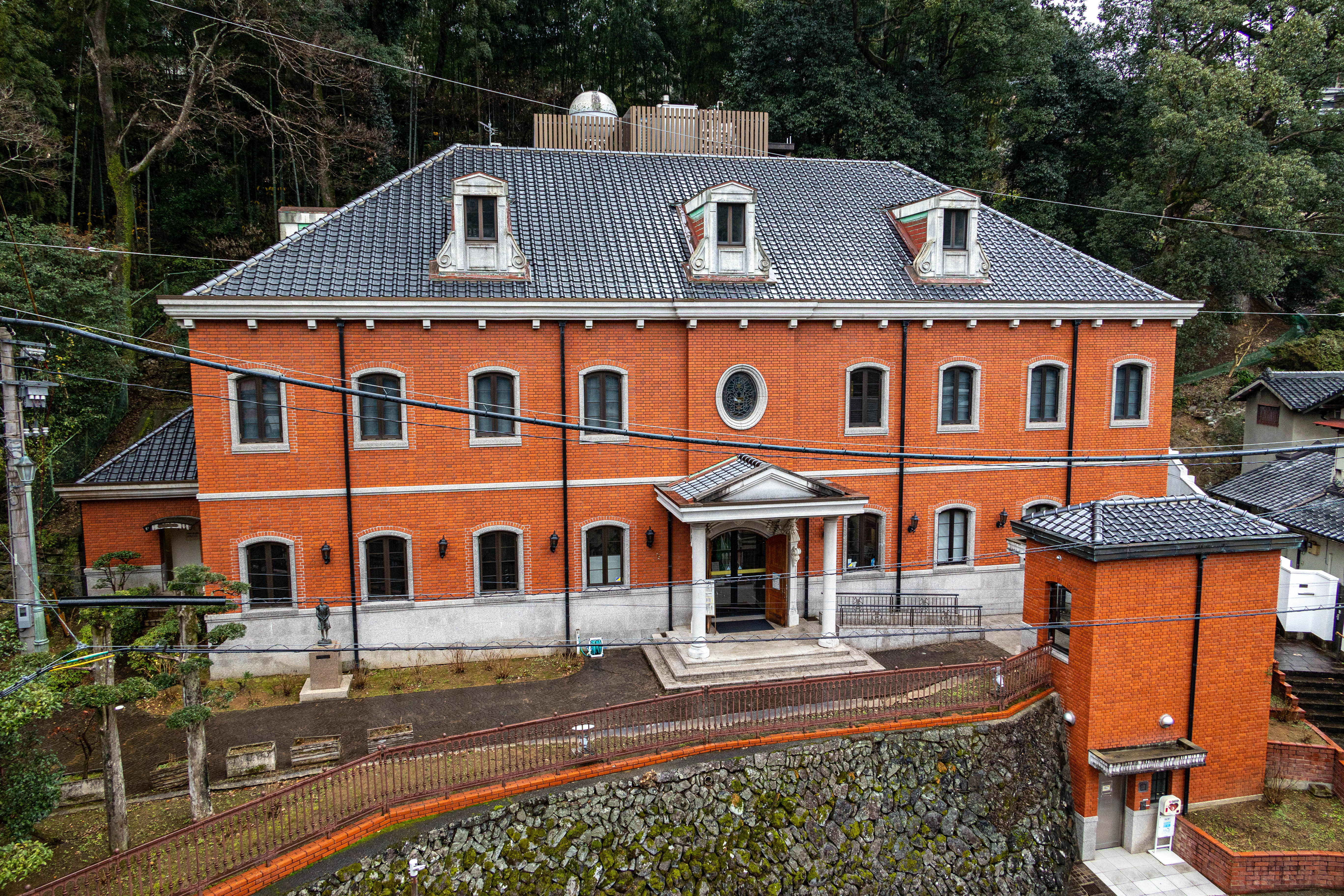
Musée mémorial Siebold

Le musée mémorial Siebold (シーボルト記念館, Shīboruto Kinenkan) ouvre ses portes à Nagasaki en 1989 en l'honneur des grandes contributions de Philipp Franz von Siebold au développement des sciences modernes au Japon. Le bâtiment est calqué sur son ancienne maison de Leyde et se trouve à côté du site de sa clinique originale et d'un pensionnat connu sous le nom « Narutaki Juku » .
Le musée expose 206 articles classés en six catégories décrivant le séjour de six ans de Siebold à Nagasaki, ce qu'on appelle « incident Siebold », et sa vie de travail au Japon. Il présente également son arbre généalogique et des objets relatifs à se femme bien-aimée, Taki, et à sa fille, Ine, qui est devenue la première femme médecin du Japon.

## Référence
- (en) Cet article est partiellement ou en totalité issu de l’article de Wikipédia en anglais intitulé « Siebold Memorial Museum » (voir la liste des auteurs).